# Ophthalmic Research
Ophthalmic Research (skrót: Ophthalmic Res) – szwajcarskie czasopismo okulistyczne wydawane od 1970. Dwumiesięcznik.
Czasopismo jest recenzowane i publikuje prace oryginalne oraz przeglądy dotyczące badań translacyjnych i klinicznych w dziedzinie okulistyki i badań nad widzeniem (nacisk położony jest na badania kliniczne i laboratoryjne oparte na hipotezach ze statystycznie trafnymi wynikami, które wyraźnie rozwijają badania w tych dziedzinach). Publikowane są także informacje o transferze badań podstawowych do badań klinicznych oraz praktyki klinicznej.
Tytuł jest powiązany z czterema organizacjami okulistycznymi. Są to:
- EVICR.net – European Vision Clinical Research,
- EVI – European Vision Institute,
- ESASO – European School for Advanced Studies in Ophthalmology (Europejska Szkoła Zaawansowanych Studiów Okulistycznych)
- WSPOS – World Society of Paediatric Ophthalmology and Strabismus[3].

Pismo ma współczynnik wpływu impact factor (IF) wynoszący 1,826 (2017). W międzynarodowym rankingu SCImago Journal Rank (SJR) mierzącym wpływ i znaczenie poszczególnych czasopism naukowych „Ophthalmic Research" zostało w 2017 sklasyfikowane na:
- 28. miejscu wśród czasopism z kategorii: Sensory Systems[5]
- 41. miejscu wśród czasopism okulistycznych[6] oraz
- 73. miejscu wśród czasopism z kategorii: neuronauka komórkowa i molekularna[7].

W polskich wykazach czasopism punktowanych przez Ministerstwo Nauki i Szkolnictwa Wyższego publikacja w tym czasopiśmie otrzymywała kolejno: 20 punktów (lata 2013-2016) oraz 70 punktów (wg listy punktowanych czasopism z 2019).
Publikacje ukazujące się w tym czasopiśmie są indeksowane m.in. w Science Citation Index, Web of Science, Embase, ProQuest Central, Current Contents – Life Sciences, Chemical Abstracts Service, Google Scholar, Medline oraz w Scopusie.
Wydawcą jest szwajcarski S. Karger AG z Bazylei. Czasopismo założyli w 1970 roku: Otto Hockwin (Bonn), G. Naumann (Hamburg) oraz D.F. Cole (Londyn). Redaktorem naczelnym jest Hendrik P. N. Scholl (Uniwersytet Bazylejski, Szwajcaria).